# Асболан
Асбола́н (грец. ασβολος — сажа) — мінерал, гідроксид марганцю, кобальту та нікелю. Вад кобальтистий.

## Загальний опис
Склад: (Со, Ni) O•MnO2•nH2O. Містить до 32 % СоО; NiO — до 11 %.
Домішки: V, Zn.
Аморфний у більшості випадків.
Утворює сажисті, порошкоподібні землисті маси, тонкопористі натічні агрегати.
Колір чорний з синявою.
Густина 3,1-3,7.
Твердість 4-5.
Гіпергенний.
Зустрічається у вигляді синьо-чорних сажистих плівок у корі вивітрювання ультраосновних порід і в зоні окиснення родовищ кобальт-нікельових руд, у невеликих скупченнях в корі вивітрювання нікеленосних серпентинітів.
Потенційна кобальтова руда. З асболану виготовляється синя фарба для смальти.

## Різновиди
Розрізняють:
- асболан мідний (купроасболан, лампадит) — відміна асболану, яка містить до 27 % CuO;
- асболан нікелистий — відміна асболану, яка містить до 4 % NiO.